# Jacob Mulenga
Jacob Mulenga est un footballeur zambien, né le 12 février 1984 à Kitwe en Zambie.

## Biographie
Pur produit du club de Afrisport, il est rapidement considéré comme un des très grands espoirs de son pays. Il rejoint Chateauroux, en Ligue 2, en 2005. Après trois bonnes saisons, il est prêté à Strasbourg alors promu en Ligue 1. Il joue 20 matchs mais ne s'impose pas en Alsace.
De retour de prêt à Chateauroux, il marque 9 buts et est repéré par le FC Utrecht. En fin de contrat, il s'engage avec le club néerlandais pour trois saisons (plus deux saisons supplémentaires en option)
Il est également international zambien. Il a d'ailleurs participé à la Coupe d'Afrique des nations 2010 avec l'équipe de Zambie où il est arrivé jusqu'en quarts de finale.

## Palmarès
- COSAFA Cup : Finaliste en 2004 et 2005  Zambie.